# Kościernica (Polanów)
Kościernica (deutsch Kösternitz, Kreis Schlawe in Pommern, ältere Bezeichnung: Cösternitz) ist ein Dorf in der polnischen Woiwodschaft Westpommern und gehört zur Stadt- und Landgemeinde Polanów (Pollnow) im Powiat Koszaliński (Köslin).

## Geographische Lage
Das Kirchdorf liegt in Hinterpommern, 20 Kilometer südöstlich der Kreisstadt Koszalin (Köslin) und 15 Kilometer nordwestlich von Polanów (Pollnow).
Die Ortschaft liegt auf einer weiten Rodungsfläche in großen Forsten in einem hügeligen Endmoränengelände, dessen Kuppen auf über 93 Meter, im Süden sogar bis zu 125 Meter über NN. ansteigen. Die ehemals sogenannten Kösternitzer Höhen bilden eine Wasserscheide: die Pollnitz (poln. Polnica), die an der östlichen Gemarkungsgrenze bei Sowinko (Neu Zowen) entspringt, entwässert das Gelände in Richtung Westen zum Jamunder See (Jezioro Jamno). Südlich des Dorfes verläuft eine Seenkette, die eine Verbindung nach Süden über den Nitzminer See (Jezioro Nicemino) bis zum Tal der Radüe (Radew) darstellt.
Nachbardörfer sind: Mokre (Mocker) im Westen, Ratajki (Ratteick) und Powidz (Friedensdorf) im Norden, Sowinko (Neu Zowen) und Nacław (Natzlaff) im Osten sowie Wyszewo (Seidel) mit Wiewiórowo (Viverow) im Süden.

## Ortsname
Der Name Kösternitz bzw. Kościernica kommt noch einmal vor als Kösternitz/Kościernica im Kreis Białogard (Belgard).

## Geschichte

Kösternitz, südöstlich der Stadt Köslin und nordwestlich von Pollnow, auf eine Landkarte von 1910

Kösternitz war ein altes Ramelsches Lehen. 1456 unterzeichnen die Vettern Hinrik Ramele to Costernitze und Hinrik Ramele to Wosterwitze als Zeugen in zwei Schlawer Urfehdebriefen.
1628 umfasst das Ramelsche Lehen 25½ Hufen. Am 21. April 1662 übernehmen durch einen Konkurs der Schlosshauptmann Adam von Podewils-Krangen und sein Bruder Gerd das Dorf, veräußern es jedoch weiter an Bogislaw von Below. Aus dem von Belowschen Besitz geht das Dorf an Generalleutnant Martin Ludwig von Eichmann, lediglich ein Viertel des Ortes bleibt im Ramelschen Besitz, bis auch dieser Teil 1783 an Familie von Eichmann verkauft wird.
1804 wird für Kösternitz (wie übrigens auch für das benachbarte Steglin, polnisch: Szczeglino) eine Witwe von Drosedow als Besitzerin genannt. 1846 kauft Wilhelm von Sobeck das Gut, das um 1900 im Besitz von Wilhelm Schulz ist.
Nach dem Ersten Weltkrieg erwirbt Kösternitz ein belgischer Finanzmann namens Balser und behält es bis 1927, als die Herrschaft Kösternitz aufgeteilt wird: das Restgut kauft Balduin Freiherr von Eller-Eberstein, im Übrigen werden vier Bauernhöfe zu je 25 Hektar und zehn bäuerliche Siedlungen angelegt.
Anfang der 1930er Jahre hatte die Landgemeinde Kösternitz eine Fläche von 30 km². Innerhalb der Gemeindegrenzen standen zusammen 43 bewohnte Wohnhäuser an fünf verschiedenen Wohnstätten:
1. Forsthaus Cronau
2. Forsthaus Kuhstolp
3. Kolonie Eichhof
4. Kolonie Neu Kösternitz
5. Kösternitz

Lebten 1818 lediglich 219 Einwohner in Kösternitz, so stieg ihre Zahl schon 1864 auf 530, betrug 1885 bereits 659, sank dann aber wieder 1925 auf 525 und stand 1939 bei 435.
Gegen Ende des Zweiten Weltkriegs besetzten 1. März 1945 Truppen der Roten Armee das Dorf. Es kam zu Erschießungen. Nach Beendigung der Kampfhandlungen in der Region wurde Kösternitz zusammen mit Hinterpommern seitens der sowjetischen Besatzungsmacht der Volksrepublik Polen zur Verwaltung überlassen. Von der polnischen Behörde wurde das Dorf nun unter der polonisierten Ortsbezeichnung  „Kościernica“ verwaltet. In der Folgezeit wurde die einheimische Bevölkerung von der polnischen Administration aus dem Kreisgebiet vertrieben. Im Ort siedelten sich zugewanderte Polen an.
Heute ist Kościernica ein Ortsteil der Stadt- und Landgemeinde Polanów im Powiat Koszaliński in der Woiwodschaft Westpommern (bis 1998 Woiwodschaft Köslin). Heute leben in Kościernica 284 Einwohner.

## Amt Natzlaff
Mit den Ortschaften Forsthaus Cronau (polnisch: Kościerza), Eichhof (Mirotki), Forsthaus Kuhstolp (Stołpie) und Neu Kösternitz (Kościerniczka) sowie Grünhof und Helenenhof (beide heute nicht mehr existent) war Kösternitz bis ca. 1930 ein eigener Amtsbezirk, der dann aber aufgelöst wurde; anschließend gehörte die Landgemeinde Kösternitz bis 1945 zum Amtsbezirk Natzlaff im Landkreis Schlawe i. Pom. im Regierungsbezirk Köslin der preußischen Provinz Pommern des Deutschen Reichs.

## Standesamt Kösternitz
Kösternitz bildete bis 1945 einen eigenen Standesamtsbezirk. Die standesamtlichen Unterlagen aus der Zeit vor 1945 werden heute im Staatsarchiv Koszalin (Köslin) und auch im Standesamt Koszalin aufbewahrt.

## Kirche

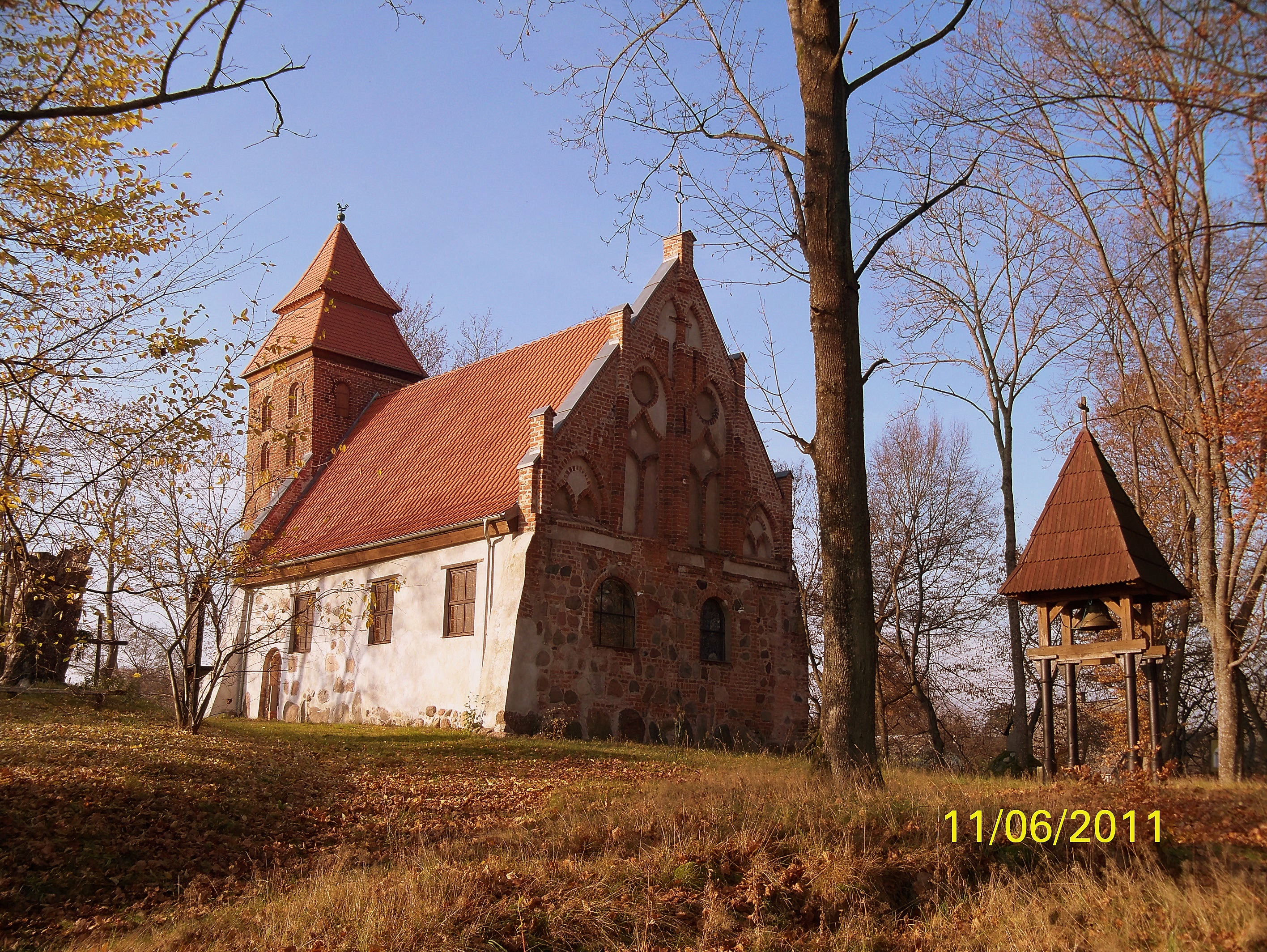
Dorfkirche, bis 1945 Gotteshaus der evangelischen Pfarrgemeinde Kosternitz

### Dorfkirche
Die Kösternitzer Kirche mit ihrem nach Westen ausgerichtetem Turm ist ein Ziegelbau auf Fundamenten aus Feldstein. Das Gründungsjahr wird heute im 15. Jahrhundert vermutet, und im Laufe der Zeit hat das Gotteshaus viele bauliche Veränderungen erfahren. Die Glocken, die um 1800 umgegossen werden mussten, stammten aus den Jahren 1539 und 1718.
Nach 1945 wurde das Gotteshaus zugunsten der Römisch-katholischen Kirche in Polen zwangsenteignet.

### Kirchspiel bis 1945
Kösternitz, wo bis 1945 fast ausnahmslos Menschen evangelischer Konfession wohnten, war Pfarrdorf für das Kirchspiel seines Namens und gehörte bis 1927 zum Kirchenkreis Rügenwalde, danach zum Kirchenkreis Köslin der Kirchenprovinz Pommern in der Kirche der Altpreußischen Union.
Zum evangelischen Kirchspiel gehörten neben Kösternitz und Neu Kösternitz (heute polnisch: Koscierniczka) auch der Ort Viverow (Wiewiórowo) sowie die Filialgemeinden Zowen (mit Alt Zowen, Friedensdorf (Powidz), Kritten (Krytno) und Neu Zowen) (Sowinko) und Ratteick (Ratajki) (mit Zirchow B (Sierakówko)). Das Patronat der jeweiligen Kirchen lag vor 1945 bei den Rittergutsbesitzern, darunter von Somborn-Alt Zowen und Fürst von Hohenzollern-Sigmaringen, letzterer als Besitzer von Gut Viverow. Der Bestand an Kirchenbüchern reichte bis 1715 zurück.
Das katholische Kirchspiel war in Pollnow. Das Standesamt befand sich in Kösternitz.

### Kirchspiel seit 1946
Von den nach 1945 zugewanderten katholischen Polen wurde die beschlagnahmte Dorfkirche am 8. Dezember 1946 auf den Namen Matki Bożej Królowej Polski (Kirche der Gottesmutter Königin von Polen) umgeweiht.
Kościernica ist heute – wie auch die Kirchengemeinden Garbno (Gerbin) und Nacław (Natzlaff)  – eine Filialgemeinde der Pfarrei Szczeglino (Steglin) im Dekanat Polanów (Pollnow) im Bistum Koszalin-Kołobrzeg (Köslin-Kolberg) der Katholischen Kirche in Polen.
Seit 1946 werden die wenigen evangelischen Polen von Kościernica vom Pfarramt in Koszalin (Köslin) in der Diözese Pommern-Großpolen der Evangelisch-Augsburgischen Kirche in Polen betreut.

### Pfarrer von der Reformation bis zum Jahre 1945
1. Bartholomäus Adami
2. Johann Roggelin
3. Martin Klingenberg, 1601
4. Georg Glatt (Glattius), 1646–1702
5. Renatus Hoffmann, 1703–1715
6. Franz Heinrich Möllen, 1715–1737
7. Johann Christoph Horn, 1739–1741
8. Paul Felix Müller, 1743–1757
9. Carl Christian Schultz, 1757–1771
10. Georg Joachim Wusterbart, 1771–1808
11. Davon Martin Vulpius, 1809–1813
12. Johann Heinrich Blume, 1813–1815
13. Christian Renatus Gabler, 1815–1834
14. Karl Otto Heinrich Spreer, 1857–1865
15. Karl Heinrich Reinhold Obenau, 1865–1866
16. Georg Wilhelm Justus Knittel, 1867–1883
17. Christoph Heinrich Wilhelm Theodor Kähler (sen.), 1881–1924
18. Wilhelm Kähler (jun.), 1924–1935
19. Johannes Sadewasser, 1936–1940
20. Wilhelm Schubring, 1940–1945

## Schule
Die zweiklassige Volksschule mit Lehrerwohnungen wurde 1928/29 erbaut. Die Zahl der Schulkinder betrug zuletzt 60, und die letzten deutschen Lehrer waren Otto Siedler und Erich Goll.

## Verkehr
Kościernica liegt an der Woiwodschaftsstraße 206 Koszalin (Köslin) – Polanów (Pollnow) – Miastko (Rummelsburg).
Bis 1945 bestand Anschluss über eine eigene Bahnstation an die Kleinbahnstrecke Köslin–Pollnow der Köslin–Belgarder Bahnen.